# Homolophus altaicum
Homolophus altaicum is een hooiwagen uit de familie echte hooiwagens (Phalangiidae).